# A Lufthansa 502-es járatának katasztrófája
A Lufthansa 502-es járatának katasztrófája 1959. január 11-én történt a Lufthansa Hamburgból Buenos Airesbe tartó menetrend szerinti járatával. A járatot egy D-ALAK lajstromjelű Lockheed L-1049G Super Constellation teljesítette. A Szenegál és Brazília közötti szakaszon a repülőgép a Rio de Janeiro-Galeão nemzetközi repülőtér megközelítése közben zuhant le a Flecheiras strand közelében, nem sokkal a kifutópálya előtt. Mind a 29 utas és a tízfős legénység hét tagja életét vesztette. Ez volt az 1953-ban alakult Lufthansa első halálos balesete.

## Baleset
A légiforgalmi irányítás engedélyezte a repülőgépnek, hogy a Rio de Janeiro-Galeão nemzetközi repülőtér 14-es futópályájához való megközelítés részeként 900 méterre ereszkedjen a Guanabara-öböl felett. Az ereszkedés alatt az időjárás esős volt. A túl alacsonyan ereszkedő Constellation a megközelítés során az orrfutóval a vízbe csapódott, azonban a személyzet megpróbálta folytatni a megközelítést, de nem tudták megőrizni a repülőgép felett az irányítást, és a Flecheiras strand közelében lezuhantak. A repülőgép valamennyi utasa (köztük Susana Soca író-költő, Mária Ileana osztrák-toszkán főhercegnő és férje), valamint a személyzet hét tagja meghalt; a másodpilóta és két utaskísérő túlélte a becsapódást.

## Repülőgép
A repülőgép, egy Lockheed L-1049G Super Constellation típusú utasszállító repülőgép, amelyet négy Wright R-3350-es csillagmotor hajtott, 1955-ben készült, és 1955. május 17-én adták át a Lufthansának. A repülőgépet 1958 májusában eladták a Seaboard World Airlinesnak, de még az év novemberében visszakerült a légitársasághoz.

## Lehetséges okok
A vizsgálat nem tudta megállapítani a baleset okát, de úgy vélte, hogy a baleset legvalószínűbb oka pilótahiba volt, amelynek következtében az 502-es járat a megközelítéshez szükséges minimális magasság alá ereszkedett. A személyzet túllépte a brazil repülési szabályok által meghatározott repülési időkorlátokat, de a német szabályok szerint nem; a személyzet fáradtsága is hozzájárult a balesethez.

## Fordítás
Ez a szócikk részben vagy egészben  a   Lufthansa Flight 502 című angol Wikipédia-szócikk ezen változatának fordításán alapul.  Az eredeti cikk szerkesztőit annak laptörténete sorolja fel. Ez a jelzés csupán a megfogalmazás eredetét és a szerzői jogokat jelzi, nem szolgál a cikkben szereplő információk forrásmegjelöléseként.